# Мусукаев, Ахмат Туганович
Ахмат Туганович Мусукаев (карач.-балк. Мусукаланы Туганны жашы Ахмат; 1893, Кёнделен, Терская область — 20 июня 1930, Гирхожан) — балкарский советский партийный и государственный деятель. Активный участник строительства Советской власти на Северном Кавказе.

## Биография
- 1920 — комиссар объединенного отряда для борьбы против белогвардейцев[2]
- 1923 — заместитель председателя Кабардино-Балкарского областного суда
- 1925 — секретарь Балкарского окружного комитета ВКП(б)
- 1928 — член бюро обкома ВКП(б)
- 20 июня 1930 года убит кулацкой бандой вместе с Н. А. Виноградовым, секретарем окружкома партии, и Е. М. Караевым, водителем[3].

## Семья
Шамса — дочь, возглавляла колхоз имени Ахмата Мусукаева

## Память
- Названы улицы в населенных пунктах КБР: г. Нальчике[4], г. Тырныауз, с. Кёнделен
- Памятник в с. Кёнделен
- в разное время были названы колхозы